# لوبکتومی
لوبکتومی یا لوب‌برداری یا قطعه‌برداری (انگلیسی: Lobectomy) به معنای برداشتن قطعه‌‌ای از بدن از طریق جراحی است؛ این جراحی وقتی انجام می‌شود که قطعۀ مورد نظر دچار کژکاری باشد و برداشتن آن از بدن از حفظ آن، ضرر کمتری به همراه داشته باشد. این قطعه می‌تواند از مغز بیمار برداشته شود (مانند لوبکتومی گیجگاهی قدامی)، یا از مثلا کبد او (هپاتکتومی).